# Terebreno
Terebreno (en russe : Теребрено) est une commune urbaine de l'oblast de Belgorod, en Russie, sa population s'élevait à 600 habitants en 2010.

## Géographie
Terebreno se trouve à moins de 5 km de la frontière avec l'Ukraine et à 20 km de Krasnaya Yarouga son centre administratif.